# 长江镇 (东兰县)
长江乡，是中华人民共和国广西壮族自治区河池市东兰县下辖的一个乡镇级行政单位。

## 行政区划
长江乡下辖以下地区：
板隆村、板林村、巴挽村、文旺村、集祥村、周赖村、三堂村、板甲村、兰阳村和纳洪村。